# C/1936 O1 (Kaho-Kozik-Lis)
C/1936 O1 (Kaho-Kozik-Lis) – kometa długookresowa, o okresie obiegu 888 lat. 

## Odkrycie
Kometa została odkryta 17 lipca 1936 roku przez polskiego miłośnika astronomii Władysława Lisa pracującego w Stacji Obserwacyjnej na Lubomirze i równocześnie przez Japończyka Sigeru Kaho oraz również z pochodzenia Polaka, astronoma pracującego w Taszkencie, Stefana Kozika. W nazwie znajdują się zatem nazwiska trzech odkrywców. Władysław Lis zaobserwował ją, idąc to obserwatorium z prowiantem dla astronomów. Była to mgiełka, znajdująca się w gwiazdozbiorze Małego Lwa.

## Orbita komety i właściwości fizyczne
Orbita komety C/1936 O1 (Kaho-Kozik-Lis) ma kształt bardzo wydłużonej elipsy o mimośrodzie 0,994. Jej peryhelium znajduje się w odległości 0,52 j.a. od Słońca, a nachylenie do ekliptyki to wartość 121,9˚.
Jądro tej komety ma rozmiary kilku- kilkunastu km.